# Mid-year Internationals 2010
Die Mid-year Internationals 2010 (auch als Summer Tests 2010 bezeichnet) waren eine vom 30. Mai bis zum 26. Juni 2010 stattfindende Serie von internationalen Rugby-Union-Spielen zwischen Mannschaften der ersten und zweiten Stärkeklasse.
Im Rahmen kurzer Touren traten europäische Mannschaften in mehreren Serien gegen Teams der Südhemisphäre an und trugen dabei je zwei Test Matches aus: England gegen Australien, Wales gegen Neuseeland, Schottland gegen Argentinien und Frankreich gegen Australien.

## Ergebnisse

### Woche 1
| 30. Mai 2010 17:00 WESZ | England | 35 : 26        | Barbarians                                                                                                | Twickenham Stadium, London Zuschauer: 41.035 Schiedsrichter: Jérôme Garcès (Frankreich) |
| 30. Mai 2010 17:00 WESZ | Versuche: Haskell 13. erh. Hape 23. erh. Foden 36. n.erh. Tindall 45. erh. Erhöhungen: Hodgson (2/2) Barkley (1/2) Straftritte: Hodgson (2) Barkley | (25:7) Bericht | Versuche: Sackey (2) 34. erh., 75. erh. D. Smith 55. erh. Johnston 64. n.erh. Erhöhungen: Élissalde (3/4) | Twickenham Stadium, London Zuschauer: 41.035 Schiedsrichter: Jérôme Garcès (Frankreich) |

### Woche 2
| 4. Juni 2010 19:45 WESZ | Irland | 23 : 29         | Barbarians | Thomond Park, Limerick Zuschauer: 26.500 Schiedsrichter: Romain Poite (Frankreich) |
| 4. Juni 2010 19:45 WESZ | Versuche: Ronan 40.+2 erh. Buckley 60. erh. Erhöhungen: O’Gara (2/2) Straftritte: O’Gara (3/4) 20., 47., 64. | (10:21) Bericht | Versuche: Rush 34. n.erh. G. Smith 38. erh. Heymans 48. n.erh. Erhöhungen: James (1/3) Straftritte: James (3/3) 12., 18., 30. Élissalde (1/1) 57. | Thomond Park, Limerick Zuschauer: 26.500 Schiedsrichter: Romain Poite (Frankreich) |

| 5. Juni 2010 14:30 WESZ | Wales | 31 : 34         | Südafrika | Millennium Stadium, Cardiff Zuschauer: 60.527 Schiedsrichter: Alan Lewis (Irland) |
| 5. Juni 2010 14:30 WESZ | Versuche: Hook 20. erh. Prydie 72. n.erh. A. W. Jones 77. erh. Erhöhungen: S. Jones (2/3) Straftritte: S. Jones (3/3) 8., 18., 45. Dropgoals: Hook (1/1) 11. | (16:14) Bericht | Versuche: Ndungane 30. n.erh. Potgieter 42. erh. de Jongh 59. erh. Erhöhungen: Pienaar (2/3) Straftritte: Pienaar (4/4) 16., 23., 35., 74. Steyn (1/1) 55. | Millennium Stadium, Cardiff Zuschauer: 60.527 Schiedsrichter: Alan Lewis (Irland) |

| 5. Juni 2010 19:30 AEST | Australien | 49 : 3         | Fidschi                       | Canberra Stadium, Canberra Zuschauer: 15.438 Schiedsrichter: Peter Fitzgibbon (Irland) |
| 5. Juni 2010 19:30 AEST | Versuche: Beale (2) 10. erh., 77. erh. Brown 39. erh. Cooper 43. erh. Ioane (2) 50. erh., 66. erh. Mitchell 63. erh. Erhöhungen: Giteau (6/6) Cooper (1/1) | (14:3) Bericht | Straftritte: Rawaqa (1/1) 27. | Canberra Stadium, Canberra Zuschauer: 15.438 Schiedsrichter: Peter Fitzgibbon (Irland) |

### Woche 3
| 12. Juni 2010 14:00 SAST | Südafrika | 42 : 17         | Frankreich | Newlands Stadium, Kapstadt Zuschauer: 46.885 Schiedsrichter: Bryce Lawrence (Neuseeland) |
| 12. Juni 2010 14:00 SAST | Versuche: Spies 2. erh. Aplon (2) 7. erh., 49. erh. Steenkamp 31. n.erh. Louw 75. erh. Erhöhungen: Steyn (3/4) Pienaar (1/1) Straftritte: Steyn (3/3) 10., 23., 46. | (25:10) Bericht | Versuche: Rougerie 28. erh. Andreu 79. erh. Erhöhungen: Parra (1/1) Skrela (1/1) Straftritte: Parra (1/1) 40.+3 | Newlands Stadium, Kapstadt Zuschauer: 46.885 Schiedsrichter: Bryce Lawrence (Neuseeland) |

| 12. Juni 2010 15:45 ART | Argentinien                                                                         | 16 : 24         | Schottland                                                                           | Estadio Monumental José Fierro, Tucumán Zuschauer: 31.898 Schiedsrichter: Dave Pearson (England) |
| 12. Juni 2010 15:45 ART | Versuche: Tiesi 3. n.erh. Leguizamón 30. n.erh. Straftritte: Contepomi (2) 12., 80. | (13:12) Bericht | Straftritte: Parks (6) 6., 23., 29., 52., 68., 80.+3 Dropgoals: Parks (2) 40.+5, 75. | Estadio Monumental José Fierro, Tucumán Zuschauer: 31.898 Schiedsrichter: Dave Pearson (England) |

| 12. Juni 2010 18:00 AWST | Australien | 27 : 17        | England                                                                                      | Subiaco Oval, Perth Zuschauer: 32.228 Schiedsrichter: Nigel Owens (Wales) |
| 12. Juni 2010 18:00 AWST | Versuche: Elsom 17. erh. Cooper (2) 30. erh., 56. erh. Erhöhungen: O’Connor (3/3) Straftritte: O’Connor 72. Cooper 78. | (14:0) Bericht | Versuche: Strafversuch (2) 53. erh., 70. erh. Erhöhungen: Flood (2/2) Straftritte: Flood 43. | Subiaco Oval, Perth Zuschauer: 32.228 Schiedsrichter: Nigel Owens (Wales) |

| 12. Juni 2010 19:35 NZST | Neuseeland | 66 : 28        | Irland | Yarrow Stadium, New Plymouth Zuschauer: 25.000 Schiedsrichter: Wayne Barnes (England) |
| 12. Juni 2010 19:35 NZST | Versuche: C. Smith (2) 10. erh., 47. erh. Read 21. erh. Franks 27. erh. Cowan (2) 30. erh., 33. erh. Whitelock (2) 50. erh., 78. erh. Tialata 65. erh. Erhöhungen: Carter (7/7) Weepu (2/2) Straftritte: Carter 4. | (38:7) Bericht | Versuche: Tuohy 36. erh. O’Driscoll 54. erh. Bowe 60. erh. D’Arcy 75. erh. Erhöhungen: O’Gara (3/3) Sexton (1/1) | Yarrow Stadium, New Plymouth Zuschauer: 25.000 Schiedsrichter: Wayne Barnes (England) |

- Daniel Carter übertraf als vierter Spieler die Marke von 1000 Punkten – nach Jonny Wilkinson, Neil Jenkins und Diego Domínguez.

### Woche 4
| 19. Juni 2010 15:00 SAST | Südafrika | 29 : 13        | Italien                                                                                        | Witbank Stadium, Witbank Zuschauer: 12.560 Schiedsrichter: Andrew Small (England) |
| 19. Juni 2010 15:00 SAST | Versuche: Habana 17. erh. Louw 30. n.erh. Steyn 39. erh. Kirchner 48. erh. Erhöhungen: Steyn (3/4) Straftritte: Steyn (1/1) 14. | (22:3) Bericht | Versuche: Parisse 63. erh. Erhöhungen: Bergamasco (1/1) Straftritte: Bergamasco (2/3) 12., 68. | Witbank Stadium, Witbank Zuschauer: 12.560 Schiedsrichter: Andrew Small (England) |

| 19. Juni 2010 15:45 ART | Argentinien                          | 9 : 13         | Schottland                                                  | Estadio José María Minella, Mar del Plata Zuschauer: 16.821 Schiedsrichter: Christophe Berdos (Frankreich) |
| 19. Juni 2010 15:45 ART | Straftritte: Contepomi (2) Rodríguez | (6:10) Bericht | Versuche: Hamilton Erhöhungen: Parks Straftritte: Parks (2) | Estadio José María Minella, Mar del Plata Zuschauer: 16.821 Schiedsrichter: Christophe Berdos (Frankreich) |

- Erstmals überhaupt entschied Schottland eine Test-Match-Serie gegen Argentinien für sich.

| 19. Juni 2010 19:35 NZST | Neuseeland | 42 : 9         | Wales                                                                            | Carisbrook, Dunedin Zuschauer: 29.000 Schiedsrichter: George Clancy (Irland) |
| 19. Juni 2010 19:35 NZST | Versuche: Mealamu 18. erh. Jane 31. n.erh. Carter (2) 52. erh., 68. erh. Kahui 71. erh. Erhöhungen: Carter (4/5) Straftritte: Carter (3/4) 24., 50., 63. | (15:9) Bericht | Straftritte: Halfpenny (1/1) 15. S. Jones (1/1) 34. Dropgoals: S. Jones (1/1) 3. | Carisbrook, Dunedin Zuschauer: 29.000 Schiedsrichter: George Clancy (Irland) |

| 19. Juni 2010 20:00 AEST | Australien                                                                                         | 20 : 21         | England | ANZ Stadium, Sydney Zuschauer: 48.392 Schiedsrichter: Romain Poite (Frankreich) |
| 19. Juni 2010 20:00 AEST | Versuche: Giteau (2) 21. erh., 41. erh. Erhöhungen: Giteau (2/2) Straftritte: Giteau (2/6) 7., 14. | (13:15) Bericht | Versuche: Youngs 17. erh. Ashton 26. n.erh. Erhöhungen: Flood (1/2) Straftritte: Flood (2/3) 2., 44. Wilkinson (1/2) 51. | ANZ Stadium, Sydney Zuschauer: 48.392 Schiedsrichter: Romain Poite (Frankreich) |

- Dies war Englands erster Sieg in der Südhemisphäre seit dem Weltmeistertitel 2003.

### Woche 5
| 23. Juni 2010 19:35 NZST | New Zealand Māori | 35 : 28         | England | McLean Park, Napier Zuschauer: 22.000 Schiedsrichter: Craig Joubert (Südafrika) |
| 23. Juni 2010 19:35 NZST | Versuche: Gear (3) 13. erh., 42. n.erh., 45. erh. Messam 18. erh. Erhöhungen: McAlister (3/4) Straftritte: McAlister 11. Ripia (2) 73., 75. | (17:21) Bericht | Versuche: Armitage 4. erh. Ashton 40. erh. Care 48. n.erh. Erhöhungen: Hodgson (2/3) Straftritte: Hodgson (3) 2., 9., 34. | McLean Park, Napier Zuschauer: 22.000 Schiedsrichter: Craig Joubert (Südafrika) |

| 26. Juni 2010 15:00 SAST | Südafrika | 55 : 11        | Italien                                                       | Buffalo City Stadium, East London Zuschauer: 12.984 Schiedsrichter: Andrew Small (England) |
| 26. Juni 2010 15:00 SAST | Versuche: Steyn (2) 11. erh., 30. erh. Spies 37. erh. du Plessis 51. erh. Habana 56. erh. van der Merwe 60. erh. Botha 70. erh. Erhöhungen: Steyn (6/6) Pienaar (1/1) Straftritte: Steyn (2) 4., 20. | (27:6) Bericht | Versuche: Sepe 65. n.erh. Straftritte: Bergamasco (2) 8., 14. | Buffalo City Stadium, East London Zuschauer: 12.984 Schiedsrichter: Andrew Small (England) |

- Als erster Spieler überhaupt führte der Südafrikaner John Smit seine Mannschaft zum 50. Mal in einem Test Match als Kapitän an.

| 26. Juni 2010 15:30 ART | Argentinien | 41 : 13        | Frankreich                                                                           | Estadio José Amalfitani, Buenos Aires Zuschauer: 32.460 Schiedsrichter: Stuart Dickinson (Australien) |
| 26. Juni 2010 15:30 ART | Versuche: Fernández Lobbe 40. erh. Contepomi (2) 48. erh., 68. erh. González Amorosino 58. n.erh. Erhöhungen: Contepomi (3/4) Straftritte: Contepomi (5) 4., 8., 26., 37., 65. | (19:6) Bericht | Versuche: Malzieu 53. erh. Erhöhungen: Parra (1/1) Straftritte: Porical 2. Parra 18. | Estadio José Amalfitani, Buenos Aires Zuschauer: 32.460 Schiedsrichter: Stuart Dickinson (Australien) |

- Dies war der bisher deutlichste Sieg Argentiniens über Frankreich.

| 26. Juni 2010 19:35 NZST | Neuseeland | 29 : 10        | Wales                                                                             | Waikato Stadium, Hamilton Zuschauer: 20.000 Schiedsrichter: Jonathan Kaplan (Südafrika) |
| 26. Juni 2010 19:35 NZST | Versuche: Jane 24. erh. Cruden 80. erh. Erhöhungen: Carter (1/1) Weepu (1/1) Straftritte: Carter (5) 13., 40., 44., 51., 55. | (13:3) Bericht | Versuche: Roberts 77. erh. Erhöhungen: Paul James (1/1) Straftritte: Halfpenny 3. | Waikato Stadium, Hamilton Zuschauer: 20.000 Schiedsrichter: Jonathan Kaplan (Südafrika) |

| 26. Juni 2010 20:00 AEST | Australien                                                                                        | 22 : 15         | Irland                                        | Suncorp Stadium, Brisbane Zuschauer: 45.498 Schiedsrichter: Bryce Lawrence (Neuseeland) |
| 26. Juni 2010 20:00 AEST | Versuche: Burgess 17. n.erh. Cooper 39. erh. Straftritte: Cooper (2) 12., 32. Giteau (2) 52., 61. | (16:15) Bericht | Straftritte: Sexton (5) 2., 9., 22., 29., 35. | Suncorp Stadium, Brisbane Zuschauer: 45.498 Schiedsrichter: Bryce Lawrence (Neuseeland) |